# Eucalyptus chartaboma
Eucalyptus chartaboma är en myrtenväxtart som beskrevs av Nicolle. Eucalyptus chartaboma ingår i släktet Eucalyptus och familjen myrtenväxter. Inga underarter finns listade i Catalogue of Life.